# حوزه انتخابیه بیست‌ویکم نیویورک
حوزه انتخابیه بیست‌ویکم نیویورک یک حوزه انتخابیه مجلس نمایندگان آمریکا است که در ایالت نیویورک قرار دارد.